# Anselm Turmeda
Anselm Turmeda, appelé par la suite Abdallah at-Tarjuman (arabe : أبو محمد عبد الله بن عبد الله الترجمان الميورقي) où Tarjuman signifie « traducteur », né en 1355 à Palma et décédé en 1423 à Tunis, est un écrivain et traducteur majorquin.

## Biographie
Initialement membre de l'ordre des franciscains, il étudie à Paris puis à Bologne. Autour de 1385, il part à Tunis et finit par se convertir à l'islam, à l'âge de 35 ans, devant le sultan hafside de Tunis, Abû al-`Abbâs Ahmad al-Mustansir. Il y vit par la suite comme un musulman.

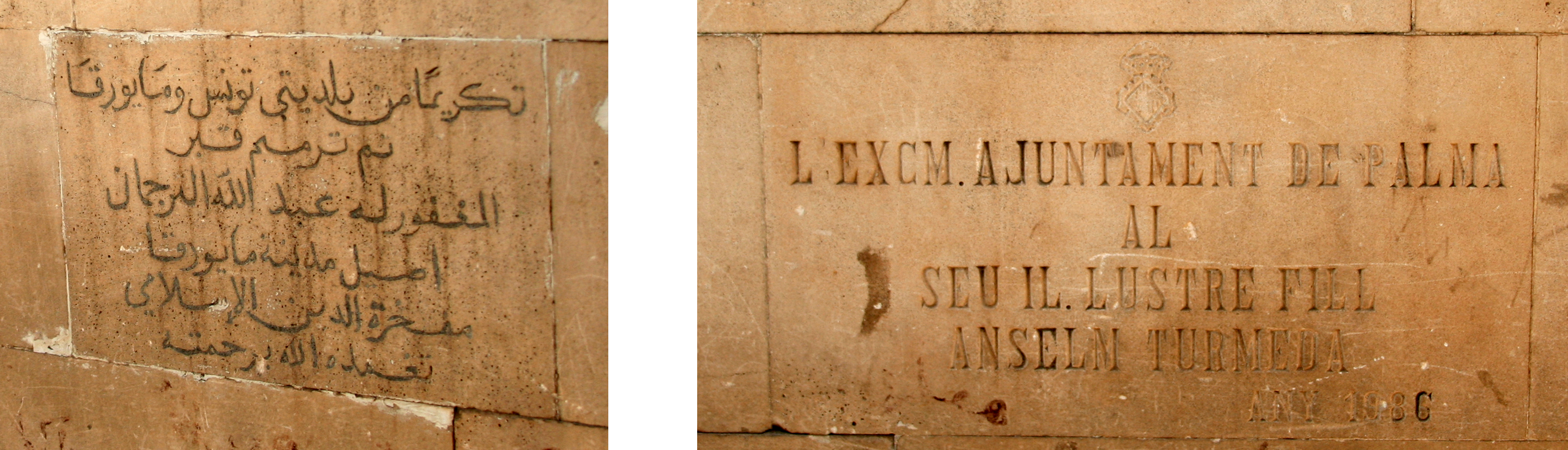
Plaques commémoratives à proximité de sa tombe

Durant sa vie, il écrit divers ouvrages en catalan et en arabe dont Llibre de bons amonestaments (ca) (1398), Cobles de la divisió del Regne de Mallorques (ca) (1398), Disputa de l'ase (ca) (1417) et Le Présent de l'homme lettré pour réfuter les partisans de la croix (ar) (1420, autobiographie écrite en arabe sous le titre de تحفة الأريب في الرد على أهل الصليب).
Son ancienne tombe est encore visible au milieu d'une ruelle de la médina de Tunis (quartier de Bab Menara).

## Publications
- Anselme Tourmède [Anselm Turmeda], Pourquoi j'ai embrassé l'islam, Perpignan, Éditions de la Merci, 2009, 172 p. (ISBN 978-2-9531917-3-8, BNF 42119959) (traduction française de la Tuhfa).